# Arroyo Gente
Arroyo Gente är en ort i Mexiko.   Den ligger i kommunen Xochistlahuaca och delstaten Guerrero, i den sydöstra delen av landet, 300 km söder om huvudstaden Mexico City. Arroyo Gente ligger 256 meter över havet och antalet invånare är 517.
Terrängen runt Arroyo Gente är kuperad. Runt Arroyo Gente är det ganska tätbefolkat, med 56 invånare per kvadratkilometer. Närmaste större samhälle är Guadalupe Victoria, 3,4 km nordost om Arroyo Gente. I omgivningarna runt Arroyo Gente växer i huvudsak lövfällande lövskog.